# Engelholm VS
Engelholm VS  - żeński klub piłki siatkowej ze Szwecji. Swoją siedzibę ma w Ängelholm. Został założony w 1977.

## Sukcesy
- Mistrzostwa Szwecji:
  -  2009, 2010, 2015, 2016, 2017, 2018, 2019